# Lucien Laviscount
Lucien Laviscount, né le 9 juin 1992 à Burnley (Lancashire), est un acteur britannique.

## Biographie

### Jeunesse et formation
Il naît à Burnley dans le Lancashire en Angleterre et grandit à Ribble Valley, d’un père d'origine antiguayen et d’une mère anglaise. Il a deux frères prénommés Louis et Jules,.
Il a étudié au Ribblesdale High School (en) à Clitheroe, où il a reçu son GCSE. Il a également été membre de l'atelier de théâtre de Carol Godby's Theatre à Bury.

### Carrière
À l'âge de 10 ans, Lucien Laviscount apparaît dans une campagne de publicité pour Marks & Spencer, puis par la suite dans des programmes tels que Clocking Off ou Johnny and the Bomb avant de devenir un acteur régulier dans la série Grange Hill.
En 2010, il a joué dans un match de football pour une association, Sport Relief, aux côtés notamment de Jack McMullen et de Lyndon Ogbourne.
Durant l'été 2011, il participe à la 8e saison de Celebrity Big Brother, mais la première sur Channel 5. L'actrice américaine Tara Reid ou encore la vedette de télévision Amy Childs y participent également. Il terminera finaliste du programme. 
Lucien a signé pour le label SK Records en janvier 2012. Son premier single se nomme Dance With You, chanté en collaboration avec le rappeur américain Mann. Le single est sorti en avril 2012 mais fut un énorme échec commercial.
En 2017, il tient le rôle principal dans la série télévisée Snatch diffusée sur Crackle.
Le 26 février 2019, il signe avec Camille Hyde, pour interpréter les jumeaux Cabot issus des comics Josie et les Pussycats dans série télévisée américaine, Katy Keene, développée par Roberto Aguirre-Sacasa. La série est basée sur les personnages de l'éditeur Archie Comics, principalement sur ceux des publications centrées sur Katy Keene et Josie et les Pussycats. Elle se déroule dans le même univers que la série télévisée Riverdale dans laquelle le personnage de Josie McCoy a été introduit. Le 7 mai 2019, la The CW annonce la commande d'une première saison pour la série. Quelques jours plus tard, lors de sa conférence annuelle, il est dévoilé qu'elle sera lancée pour la mi-saison, soit au début de l'année 2020. En 2021 il devient l’un des acteurs dans la saison 2 de la série Emily In Paris, diffusée sur Netflix.

## Filmographie

### Cinéma

#### Longs métrages
- 2014 : One Night in Istanbul de James Marquand : Joseph
- 2014 : Honeytrap de Rebecca Johnson : Troy
- 2016 : Between Two Worlds de James Marquand : Connor
- 2017 : The Bye Bye Man de Stacy Title : John
- 2017 : Coco (Love Beats Rhymes) de RZA : Derek
- 2021 : Trust de Brian DeCubellis : Angsar
- 2022 : Ton Noël ou le mien ? (Your Christmas or Mine?) de Jim O'Hanlon : Steve
- 2022 : We Are Not Alone de Fergal Costello : Robbie
- 2023 : Sentinel de Tanel Toom : Sullivan
- 2024 : This Time Next Year de Nick Moore : Quinn Hamilton

#### Courts métrages
- 2015 : Runaway de Tom Ruddock : Henry

### Télévision

#### Séries télévisées
- 2002 : Clocking Off : Tom Wood (1 épisode)
- 2006 : New Street Law : Alfie (1 épisode)
- 2006 : Johnny and the Bomb : Yo-Less (3 épisodes)
- 2007–2008 : Grange Hill : Jake Briggs (13 épisodes)
- 2008 : Life Bites : Jake (1 épisode)
- 2009 : Father and Son : Elijah King (1 épisode)
- 2009 : Coronation Street : Ben Richardson (34 épisodes)
- 2010–2011 : Waterloo Road : Jonah Kirby (14 épisodes)
- 2011 : Casualty : Liam Briggs (1 épisode)
- 2011 : Flics toujours (New Tricks) : David Green (1 épisode)
- 2011 : Shameless : Very Important Punk : Dee (1 épisode)
- 2011 : Mount Pleasant : Lee (2 épisodes)
- 2012 : Trollied : Stu (4 épisodes)
- 2013 : Meurtres au paradis (Death in Paradise) : Duncan Wood (1 épisode)
- 2013 : The Syndicate : Matt Greco (1 épisode)
- 2013 : Love Matters : Jake
- 2013 : Skins : Jason (2 épisodes)
- 2014 : Episodes : Brian (3 épisodes)
- 2014 : Supernatural : Ennis Ross (1 épisode)
- 2015 : Scream Queens : Earl Grey (13 épisodes)
- 2016 : Still Star-Crossed : Romeo
- 2017–2018 : Snatch : Billy Ayers (10 épisodes)
- 2020 : Katy Keene : Alexander Cabot III (13 épisodes)
- 2021 : Threesome : John (7 épisodes)
- 2021-2024 : Emily in Paris : Alfie (17 épisodes)
- 2022-2024 : Peacock : Jay (3 épisodes)

#### Téléfilms
- 2012 : Midnight Sun de Brad Anderson : Charlie
- 2013 : The Selection de Alex Graves : Aspen Leger
- 2015 : Point of Honor de Randall Wallace : Elijah